# Vila do Bispo e Raposeira
Vila do Bispo e Raposeira ist eine Gemeinde (Freguesia) in Portugal im Kreis (Concelho) von Vila do Bispo, mit 76,39 km² Fläche und 1.405 Einwohnern (Stand für beide Ursprungsgemeinden nach Zahlen von 2011).
Die Gemeinde entstand im Zuge der Administrativen Neuordnung in Portugal am 29. September 2013, durch den Zusammenschluss der vorher eigenständigen Gemeinde Raposeira und der Stadtgemeinde von Vila do Bispo. Sitz der neuen Gemeinde wurde Vila do Bispo.
Im Ort befinden sich die Menhire: Amantes I; Amantes II; Cerro do Camacho; der von Aspradantes und der von Milrei e do Padrã.